# Go-Fušimi
Go-Fušimi (japonsky 後伏見天皇, Go-Fušimi-tennó, 5. dubna 1288 – 17. května 1336) byl devadesátý třetí císař Japonska v souladu s tradičním pořadím posloupnosti. Vládl od 30. srpna 1298 do své abdikace 2. března 1301.
Princ, jehož osobní jméno (imina) před nástupem na Chryzantémový trůn znělo Tanehito (胤仁親王), byl prvorozeným synem císaře Fušimiho z císařské linie Džimjóin-tó.  Tento panovník z 13. století byl pojmenován po svém otci. Výraz go- (後) se doslovně překládá jako „pozdější“. Go-Fušimi tedy může být označován jako „pozdější císař Fušimi“. Jelikož se japonské go v některých starších pramenech rovněž překládalo ve významu „ten druhý“, mohl by tento císař být také označován jako Fušimi druhý či Fušimi II. 

## Události za Go-Fušimiho života
V roce 1289 jmenoval císař Hirohito, budoucí císař Fušimi, svého prvorozeného syna Tanehita, budoucího císaře Go-Fušimiho, korunním princem, čímž jen vzrostlo nepřátelství soupeřící císařské linie Daikakudži. Následujícího roku, tedy v roce 1290, proběhl neúspěšný pokus o atentát na císaře. Téhož roku se bývalý císař Go-Fukakusa vzdal role klášterního císaře a císař Fušimi se ujal přímé vlády. Během jeho panování se šlechtické rody snažily porazit šógunátní vládu, moc šógunátu Kamakura však rostla.
Dne 30. srpna 1298, v 11. roce vlády císaře Fušimiho, císař abdikoval a nástupnictví (senso) obdržel jeho syn Tanehito. Císař Tanehito, známý později jako Go-Fušimi, usedl na trůn (sokui) 17. listopadu 1298. 
Dne 1. listopadu 1299 dorazil do šógunova sídelního města Kamakury mistr čínského zenbuddhismu Išan Ining (japonsky Issan Ičinei) jako poslední mongolský vyslanec.  
V roce 1301, se jižní císařská linie Daikakudži vzbouřila a přinutila císaře Go-Fušimiho, aby se vzdal trůnu. Tehdy totiž ještě neexistoval plán střídání císařských linií Daikakudži a Džimjóin a obě linie spolu o trůn bojovaly. Go-Fušimi abdikoval 2. března 1301.
Mladší bratr bývalého císaře Go-Fušimiho, princ Tomihito (富仁親王), se 11. září 1308 stal císařem (Hanazono) a Go-Fušimi se posléze stává klášterním císařem. Excísař Fušimi působil totiž do roku 1313 sám v roli klášterního císaře a teprve v letech 1313─1318 zastával tuto funkci Go-Fušimi. 
Císař Go-Fušimi je autorem slavné prosby k božstvu (kami) svatyní Kamo o pomoc k získání trůnu pro jeho syna. Tato prosba byla nakonec úspěšná, ale trvalo dlouhých 30 let po Go-Fušimiho abdikaci, než se jeho syn Kazuhito stal císařem Kógonem. Císař Kógon byl první z panovníků Severního dvora, jež podporoval šógunát Ašikaga.
Bývalý císař Go-Fušimi zemřel 17. května 1336. Je spolu s dalšími 11 císaři pohřben v mauzoleu Fukakusa no kita no misasagi (深草北陵) v kjótské čtvrti Fušimi-ku.

## Rodina
Před jeho nástupem na chryzantémový trůn bylo jeho osobní jméno (jeho imina) Tanehito-šinnó (胤仁親王).
Byl nejstarším synem císaře Fušimi. Patřili k větvi Džimyóin-tó císařské rodiny.
- Dvorní dáma: Neiši Saiondži (西園寺寧子), později Kógimon'in (広義門院; 1292–1337), dcera Sanekane Saiondžiho
  - První dcera: císařská princezna Džunši (珣子内親王)
  - Třetí syn: císařský princ Kazuhito (量仁親王), později císař Kógon
  - Pátý syn: císařský princ Kagehito (景仁親王; b. 1315)
  - Druhá dcera: císařská princezna Kenši / Kaneko (兼子内親王)
  - Devátý syn: císařský princ Jutahito (豊仁親王), později císař Kómjó
- Džibukjó-no-cubone (治部卿局), dcera kněze
  - První syn: císařský princ kněz Sonin (尊胤法親王; 1306–1359）
- Kuniko Takašina (高階邦子), dcera Kunicune Takašiny
  - Druhý syn: císařský princ kněz Šuho (法守法親王; 1308–1391）
- Moriko Ogimači (正親町守子; † 1322), dcera Mičiakira Ogimačiho
  - Šestý syn: císařský princ kněz Šóin (承胤法親王; 1317–1377）
  - Sedmý syn: císařský princ kněz Čódžo (長助法親王; 1318–1361）
  - Osmý syn: císařský princ kněz Rjosei (亮性法親王; 1318–1363）
  - Pátá dcera: císařská princezna Kóši (璜子内親王), později Šotokumon’in (章徳門院)
- Taijo-no-kata（対御方; 1297–1360), dcera Mičiakira Ogimačiho
  - Čtvrtý syn: císařský princ kněz Džišin (慈真法親王; * 1314)
  - Čtvrtá dcera: princezna Kakukó (覚公女王)
  - Desátý syn: císařský princ kněz Sondó (尊道入道親王; 1332–1403）
- Ukjónodaibu-no-cubone (右京大夫局)
  - Třetí dcera
  - Šestá dcera